# Helen Parkhurst
Helen Parkhurst (New York, 3 gennaio 1887 – New York, 1º giugno 1973) è stata una pedagogista e educatrice statunitense.
Durante un viaggio di studio in Italia nel 1914 conobbe Maria Montessori e ne frequentò i corsi con profitto e soprattutto ne acquisì il metodo educativo. Ritornata poco dopo in America si preoccupò in particolar modo di adattare questo metodo in modo da perseguire il massimo di individualizzazione dell'insegnamento. 
Diede quindi impulso ad una serie di sperimentazioni alla Children's University School da lei fondata a New York.
Il suo metodo si fonda soprattutto sulla libera scelta degli allievi riguardo al lavoro da svolgere in un certo lasso di tempo; venne sperimentato in primo luogo nelle scuole di Dalton, nella Contea di Berkshire, dello stato americano del Massachusetts, e prese il nome di piano Dalton.

## Opere
- Education on the Dalton Plan - L'educazione secondo il piano Dalton, 1922
- Exploring the Child's World - Il mondo del fanciullo, 1951